# Nuno Peres de Gusmão
Nuno Peres de Gusmão “o bom” (morto depois de 1212) foi um nobre do Reino de Castela e senhor de Gusmão. 

## Relações familiares
Foi filho de Pedro Rodrigues Gusmão e de Mafalda. Casou com Urraca Mendes de Sousa, filha de Mendo de Sousa O Sousão e de  Maria Rodrigues Veloso, de quem teve:
- Pedro Nunes de Gusmão (morto depois de 1266)

## Rerefências
- Pizarro, José Augusto de Sotto Mayor, Linhagens Medievais Portuguesas - 3 vols,  Universidade Moderna, 1ª Edição, Porto, 1999. vol. 1-pg. 216.
- Gayo, Manuel José da Costa Felgueiras, Nobiliário das Famílias de Portugal,  Carvalhos de Basto, 2ª Edição, Braga, 1989. vol. VI-pg. 54 (Gusmão).